# Luigi Armando Olivero
Luigi Armando Olivero (Villastellone, 2 novembre 1909 – Roma, 31 luglio 1996) è stato un poeta e giornalista italiano in lingua piemontese.

## Biografia
Giornalista parlamentare, è stato inviato speciale de La Stampa e della Gazzetta del Popolo.
Ha passato buona parte della sua vita in giro per il mondo; giunto a Roma vi ha fondato la rivista Ël tòr (Arvista lìbera dij piemontèis), uscita dal 1945 al 1947.

### La produzione letteraria
Luigi Armando Olivero aveva iniziato a scrivere poesie molto presto: aveva sedici anni e le prime poesie erano state in Lingua italiana. Si firmava talvolta Luis Olivé.
Pubblicava le sue poesie su varie riviste, come Il pensiero, La farfalla, Rassegna filodrammatica.

### La produzione poetica in piemontese
Luigi Armando Olivero è arrivato alla poesia in piemontese verso la fine degli anni Venti, grazie all'amicizia con Alfredo Nicola, detto Alfredino, che lo presentò poi a Pinin Pacòt.
La storia iniziò nel dicembre 1928, quando sul Pasquino comparve una poesia d'Alfredo Nicola, dove il protagonista si struggeva per trovare un regalo alla fidanzata.
Allora Olivero si mise a comporre due sonetti in piemontese, intitolati L mè regal, che furono pubblicati nel gennaio 1929.
I due autori iniziarono così una corrispondenza; più tardi si conosceranno grazie all'amico comune e avvocato Vincenzo Signorini, anch'egli poeta in piemontese.
Nella primavera del 1930, Alfredino presentò Olivero a Pacòt e agli altri componenti della Companìa dij Brandé, durante una cena alla quale partecipava anche Nino Costa.
Olivero comporrà più di mille poesie in piemontese.

### Opere principali
- Poema dl'élica, 1939;
- Babilonia stellata, Milano, 1941 (uno studio sulla gioventù americana);
- Roma andalusa, 1945;
- Turchia senza harem, Roma, 1945 (un saggio letterario che prende spunto dai lunghi soggiorni di Olivero in Turchia, sulla modernizzazione guidata da Mustafa Kemal Atatürk);
- Adamo ed Eva in America alla vigilia del secondo diluvio universale, romanzo, 1946;
- Reverìe, 1953-1959;
- Ij faunèt, 1955;
- Rondò dle masche, 1971;
- Romanzìe, 1983.